# ماری-لور برونه
ماری-لور برونه (فرانسوی: Marie-Laure Brunet‎؛ زادهٔ ۲۰ نوامبر ۱۹۸۸) ورزشکار دوگانه اهل فرانسه است.